# Raúl González Triana
Raúl González Triana es un exfutbolista cubano que se desempeñó como defensa. Tuvo a su cargo la dirección técnica de la en dos etapas Selección de fútbol de Cuba en dos etapas: 2006-2007 y 2008-2012 y 2015-2016. También dirigió a la selección sub-20 cubana desde 2011-2013.

## Carrera como entrenador

### Selección de Cuba

#### 2006-2007
Durante su primera etapa como entrenador de Cuba, clasificó al equipo nacional para la Copa de Oro de la Concacaf 2007 al finalizar en tercer lugar en la Copa del Caribe de 2007. Sin embargo en la mencionada Copa de Oro no pudo evitar que Cuba fuera eliminada en la primera ronda, al conceder dos derrotas ante México (1-2) y Honduras (0-5) y un empate ante Panamá (2-2). Dirigió en total 17 partidos con un balance de 8 victorias, 3 empates y 6 derrotas (52.9 % de rendimiento).

#### 2008-2012
Comenzó esta segunda etapa dirigiendo dos partidos de eliminatoria rumbo al Mundial de 2010 ante Guatemala (victoria, 2-1) y Trinidad y Tobago (derrota, 0-3). Posteriormente logró adjudicarse el cuarto lugar y el tercer lugar en las Copas del Caribe de 2008 y 2010, respectivamente. Este último resultado le otorgó a Cuba la clasificación a la Copa de Oro de la Concacaf 2011. Sin embargo el desempeño en la justa continental fue pésimo al conceder tres derrotas, todas por cinco goles de diferencia: 0-5 ante México y Costa Rica y 1-6 ante El Salvador. Dirigió en esta segunda etapa un total de 30 partidos consiguiendo 11 victorias, 8 empates y 11 derrotas (45.5 % de rendimiento).

### Selección de Cuba sub-20
Raúl González Triana tomó las riendas de la selección sub-20 de Cuba en enero de 2013, logrando clasificarla al Mundial de la categoría en Turquía 2013 luego de acabar en 4° lugar en el Campeonato Sub-20 de la Concacaf de 2013. Sin embargo, en el Mundial, Cuba fue eliminada en primera ronda.

### Tercera etapa con la Selección Cubana
Después de la renuncia de Walter Benítez Raúl González Triana es contratado para dirigir volver a dirigir a la Selección de fútbol de Cuba , donde participan en la Copa de Oro de la Concacaf 2015 donde los resultados no fueron favorables como 6:0 que le endosó México 2:0 con Trinidad y Tobago; ya en último partido estaban obligados a ganarle 1:0 a Guatemala, donde con lo justo lograron pasar a los cuartos de final donde se enfrentaron a Estados Unidos y perdieron 6:0, quedando eliminados del torneo. Después de unos meses disputaron la clasificación a la Copa América Centenario, donde perdieron 4:0 con Panamá más tarde disputan la Copa del Caribe de 2016 donde en su primer partido vencieron 2:1 a Bermudas pero después fueron derrotados 3:0 por Guayana Francesa quedando eliminados del certamen después de unos meses Cuba disputaría un amistoso histórico con los Estados Unidos donde resultado término 2:0 a favor de los norteamericanos después de esto Raúl González Triana renuncia al cargo.

### Carrera como entrenador
| Equipo                   | País | Años        |
| ------------------------ | ---- | ----------- |
| Ciego de Ávila           | Cuba | 2001 - 2002 |
| Selección de Cuba        | Cuba | 2006 - 2007 |
| Selección de Cuba sub-23 | Cuba | 2008 - 2012 |
| Selección de Cuba sub 20 | Cuba | 2012 - 2014 |
| Selección de Cuba        | Cuba | 2015 - 2016 |